# Hymenoxys
Genre
Classification phylogénétique
 Hymenoxys  est un genre de plantes à fleurs dicotylédones de la famille des Asteraceae, native des Amériques. Les plantes de ce genre sont toxiques pour les moutons de par leur contenu en sesquiterpène lactone hymenoxone (CAS : 57377-32-9).

## Principales espèces
- Hymenoxys ambigens - Arizona Nouveau-Mexique
- Hymenoxys anthemoides - Rio Grande do Sul, Rio de Janeiro, Paraguay, Uruguay, Argentine
- Hymenoxys biennis - Utah
- Hymenoxys bigelovii - Utah Arizona Nouveau-Mexique
- Hymenoxys brachyactis - Nouveau-Mexique
- Hymenoxys brandegeei - Arizona Nouveau-Mexique Colorado
- Hymenoxys cabrerae - Argentine
- Hymenoxys californica - Californie, Baja California
- Hymenoxys chrysanthemoides - San Luis Potosí, Veracruz, Zacatecas, Mexico, Puebla, Oaxaca, Hidalgo
- Hymenoxys cooperi - Californie Nevada Arizona Utah Idaho Oregon Nouveau-Mexique
- Hymenoxys grandiflora - Nouveau-Mexique Colorado Wyoming Montana Utah Idaho
- Hymenoxys helenioides - Arizona Nouveau-Mexique Colorado Utah
- Hymenoxys hoopesii - Nouveau-Mexique Colorado Wyoming Montana Utah Idaho Oregon Nevada Californie
- Hymenoxys insignis - Nuevo León, Coahuila, Chihuahua
- Hymenoxys jamesii - Arizona
- Hymenoxys lemmonii - Arizona Oregon Nevada Californie
- Hymenoxys multiflora - Texas Nouveau-Mexique
- Hymenoxys mutica - Californie
- Hymenoxys odorata - Californie Arizona Nouveau-Mexique Texas Oklahoma Colorado Kansas Maine Caroline du Sud Alabama, Baja California, Basse-Californie du Sud,  Sonora, Chihuahua, Coahuila, Durango, Nuevo León, San Luis Potosí, Tamaulipas
- Hymenoxys quinquesquamata - Arizona Nouveau-Mexique
- Hymenoxys richardsonii - Alberta, Saskatchewan, Montana Idaho Wyoming Utah Colorado Nouveau-Mexique Arizona Texas Nebraska Dakota du Nord Nevada
- Hymenoxys robusta - Bolivie, Argentine, Pérou
- Hymenoxys rusbyi - Arizona Nouveau-Mexique
- Hymenoxys subintegra -  Arizona Utah
- Hymenoxys texana - Texas
- Hymenoxys tweediei - Argentine
- Hymenoxys vaseyi  - Texas Nouveau-Mexique